# ニューイングランド学校大学協会
ニューイングランド学校大学協会（英語：New England Association of Schools and Colleges、NEASC）は、アメリカ合衆国における教育機関の質を認証する地域アクレディテーション機関である。アメリカ合衆国教育省が認可する6つの地域教育認証機関の内の1つ。
日本の場合、文部科学省の認可がなければ「大学」という名称を使うことができないと学校教育法第135条第1項で定められているが、アメリカ合衆国の場合、連邦政府や州政府の認証を受けなくても、大学にあたる「University」や「College」という単語を教育機関に使うことが可能である。そして、アメリカでは政府が民間の非営利の認定団体を認定し、その認定団体が大学を認定（アクレディテーション）するという認定校制度が採用されている。NEASCもまた、その認定を行う政府公認の非営利民間団体の1つである。
NEASCに認定される学校で12年の課程を修了した18歳以上の者には、大学入学資格（高等学校を卒業した者と同等以上の学力）が認められる。アメリカ国内の6州だけでなく、世界各国の学校を認定している。当機関に認定されている大学は、その教育指導内容が高い水準を維持している事を対外に認可され、評価が上がると言われている。
大学以外にも様々な種類の学校の認証も行っており、合計6種類の認証委員会が内部に存在する。

## 歴史
1895年に設立された。現在活動中の6つのアメリカの認定協会の中では一番古い歴史を持つ。

## 委員会
- 高等教育機関委員会（Commission on Institutions of Higher Education、CIHE）
- 公立中学校委員会（Commission on Public Secondary Schools、CPSS）
- 独立学校委員会（Commission on Independent Schools、CIS）
- 工業職業学校委員会（Commission on Technical & Career Institutions、CTCI）
- 公立小中学校委員会（Commission on Public Elementary & Middle Schools、CPEMS）
- アメリカ海外国際学校委員会（Commission on American International Schools Abroad、CAISA）

## 管轄地域
アメリカ国内の6つの州と世界中の学校（※五十音順）。
- コネチカット州
- メイン州
- マサチューセッツ州
- ニューハンプシャー州
- ロードアイランド州
- バーモント州

## NEASCに認定されている学校

### アメリカ合衆国内
- サフォーク大学 （マサチューセッツ州）

### アメリカ合衆国外
- グリオン大学（スイス）
- レ・ロシュ大学（スイス）